# Inelul Nibelungilor
Tetralogia Inelul Nibelungilor (în germană Der Ring des Nibelungen) este principala dramă muzicală a compozitorului Richard Wagner (care a scris și libretul), realizată, cu întreruperi, între anii 1848-1874.

## Descriere
Cu o durată totală de 16 ore, cu o orchestră alcătuită din peste 100 muzicanți și cu 34 personaje, ciclul reprezintă unul dintre cele mai complexe compoziții muzicale din istorie. Prezentarea integrală a Inelului Nibelungilor (sub bagheta dirijorului Hans Richter) a avut loc în luna august a anului 1876 la Bayreuth.
Trebuie remarcat că titlul din limba română este greșit. Traducerea corectă ar fi "Inelul Nibelungului", deoarece titlul se referă la inelul executat de Nibelungul Alberich din aurul Rinului. Confuzia este probabil datorită faptului că opera lui Wagner este bazată pe epopeea medievală "Cântecul Nibelungilor".
Tetralogia este compusă din următoarele 4 opere:
- Aurul Rinului (Das Rheingold). Das Rheingold este cea mai scurtă dintre cele 4 opere. Prezentată fără pauze (cca 2 ½ ore). Premiera absolută la 22 septembrie 1869 la Königliches Hof- und Nationaltheater din München, sub conducerea lui Franz Wüllner (fără acceptul compozitorului).
- Walkiria (Die Walküre). Premiera absolută la 26 iulie 1870 la Königliches Hof- und Nationaltheater din München, sub conducerea lui Franz Wüllner (3 acte, cca 4 ore).
- Siegfried (Siegfried). Premiera absolută la 16 august 1876 la Festspielhaus din Bayreuth sub conducerea lui Hans Richter (3 acte, cca 4 ore).
- Amurgul zeilor (Götterdämmerung). Premiera absolută la 17 august 1876 la Festspielhaus din Bayreuth sub conducerea lui Hans Richter (prolog și 3 acte, cca 5 ore).

## Acțiunea tetralogiei

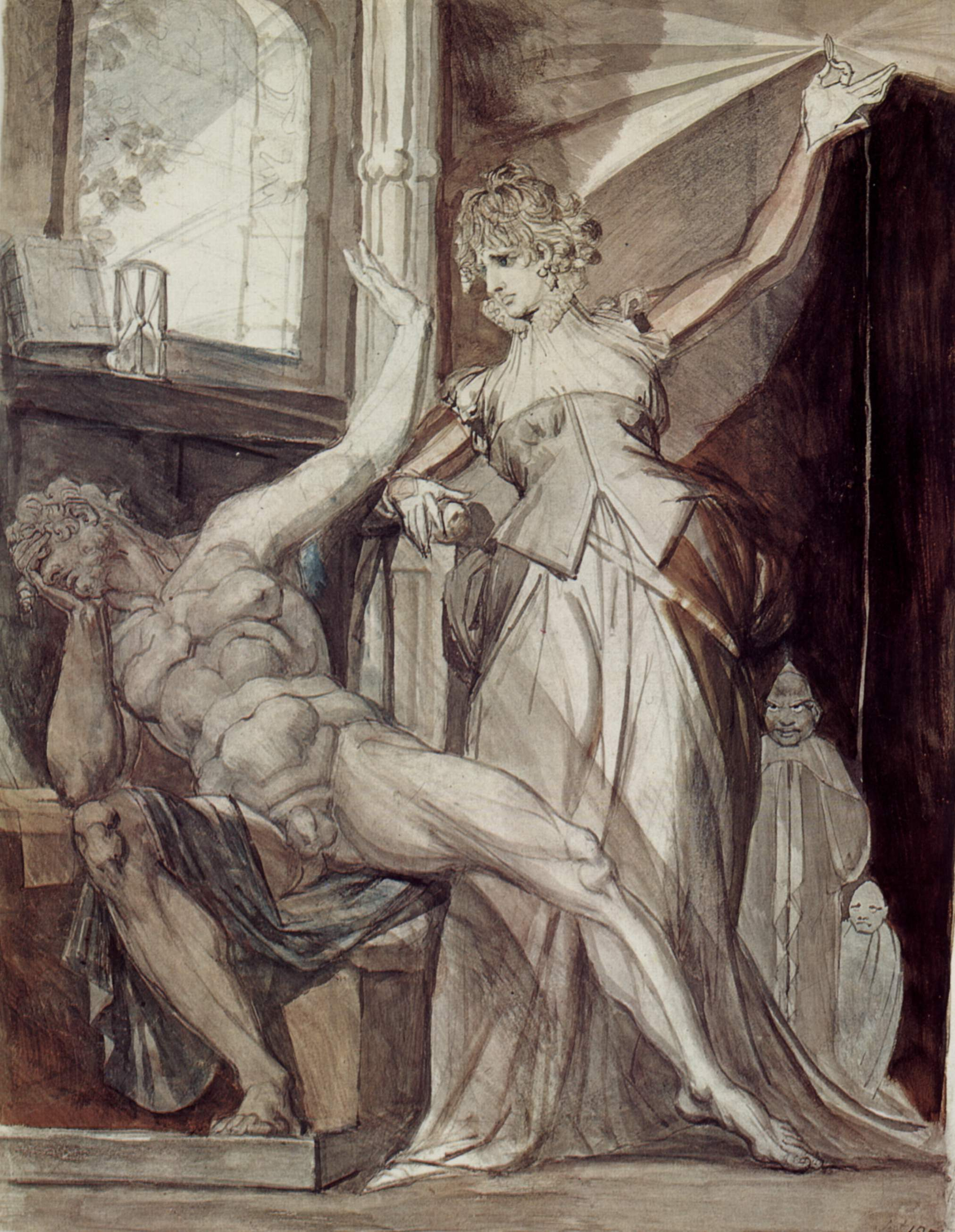
Crimhilda îi arată lui Gunther Inelul Nibelungilor (acuarelă de Johann Heinrich Füssli)

Elaborată în perioada exilului, tetralogia lui Richard Wagner urmărește aventurile zeilor, uriașilor, gnomilor și oamenilor, care luptă cu lăcomia și trădarea pentru a ajunge la un final izbăvitor. În prima operă (Aurul Rinului - Das Rheingold), nibelungul pitic Alberich renunță la iubire pentru a câștiga aurul Rinului, din care își face un inel care îi conferă puteri magice. În acest timp, Wotan, stăpânul zeilor, regretă promisiunea de a o da pe Freia, zeița tinereții și frumuseții, uriașilor, în schimbul ajutorului acestora pentru reconstrucția Valhallei. Wotan îl înșală pe Alberich și fură inelul magic, dându-l uriașilor în locul zeiței Freia. Dar, piticul Alberich blestemase inelul, iar oricine îl atingea atrăgea asupra sa și a celor din jur nenorocirea.
La începutul celei de a doua opere (Walkiria - Die Walküre), Siegmund ajunge la coliba în care Sieglinde așteaptă credincioasă întoarcerea lui Hunding, pe care a fost obligată să-l ia de soț. Cei doi se îndrăgostesc, fără să știe că amândoi sunt de fapt copiii umani ai lui Wotan. Acesta o trimite pe fiica sa favorită, Brunhilde, din rândul neînfricatelor Valkirii, pentru a-l apăra pe Siegmund, dar soția sa, zeița Fricka, îi amintește că Siegmund a încălcat căsătoria lui Hunding și ca atare trebuie să moară. Zdrobit de durere și aflat încă sub blestemul inelului, Wotan îi cere Valkiriei Brunhilde să îl ajute pe Hunding. Deși Brunhilde se opune, Wotan intervine și provoacă moartea fiului său. Pentru a o pedepsi pe Brunhilde, care nu îl ascultase, o adoarme pe Brunhilde, înconjurată de un inel de foc, de care doar un erou adevărat va putea sa treacă. Dar, înainte de a fi întemnițată, Brunhilde le spune zeilor că Sieglinde este ascunsă în pădure, unde va da naștere lui Siegfried, care îi va ajuta mai târziu pe zei să-și înfrângă dușmanii. Siegfried povestește apoi cum copilul a fost salvat de lângă mama sa moartă și crescut de Mime, un pitic nibelung ce plănuiește ca în viitor Siegfried să-l ucidă pe uriașul Fafner și să recupereze astfel inelul magic. Siegfried ajunge să lupte cu uriașul Fafner, folosind sabia ruptă a tatălui său și îl învinge. Dar apoi, îl ucide și pe piticul Mime pentru trădarea lui, totul sub privirile satisfăcute ale piticului Alberich. Între timp, Wotan, obosit, renunță să mai fie stăpânul zeilor, abandonând lumea în sarcina iubirii omenești. O pasăre îl duce pe Siegfried la Valkiria Brunhilde adormită, pe care o trezește. Brunhilde renunță la puterile ei și cei doi îndrăgostiți ajung împreună, fiind reuniți de inelul magic.
Dar, răzbunarea zeilor îi așteaptă în cea de a patra operă (Amurgul Zeilor – Götterdämmerung). Hagen, fiul maleficului Alberich, pune la cale un plan pentru a-l ucide pe Siegfried și a fura inelul magic de pe degetul Brunhildei. O convinge pe sora sa vitregă, Gutrune, să-i dea lui Siegfried o poțiune care o va șterge din amintirea eroului pe iubita sa Brunhilde. Astfel, Siegfried ajunge să promită că o va răpi pe fosta sa iubire, pentru ca aceasta să se mărite cu Gunther, fratele lui Gutrune. În timpul luptei dintre cei doi, Siegfried reușește să ia inelul magic de pe mâna Brunhildei. Când aceasta îl acuză că a trădat-o, Siegfried nu își poate aminti nimic, așa că neagă totul. După căsătorie, fecioarele Rinului, moștenitoarele de drept ale inelului magic, îi cer lui Siegfried să-l returneze, dar acesta refuză, din cauza vrăjii. Dorindu-și inelul, Hagen îl înjunghie pe la spate pe Siegfried. Dar, când încearcă să ia inelul prețios de pe degetul cadavrului, mâna acestuia se ridică pentru a-l împiedica. În acest moment apare și Brunhilde, care ia inelul magic și se aruncă împreună cu acesta într-un rug funerar, pentru a-l distruge pentru totdeauna. Sacrificiul ei aduce inelul înapoi Rinului și purifică lumea, pentru o nouă eră a iubirii.